# Катарина Зарић
Катарина Зарић (Београд, 1966) српска је графичарка и сликарка.

## Биографија
Дипломирала је на Факултету Ликовних уметности у Београду 1990. године на графичком одсеку. Постдипломске студије је завршила 1993. на истом одсеку ФЛУ. Исте године примљена је на радно место асистента на графичком одсеку. У звање ванредног професора изабрана је 2009.
Од 1988. редовно излаже графике, слике и цртеже у земљи и иностранству. До сада је учествовала на преко 150 групних излагања од којих су најзначајније изложбе Београдског круга, галерија Графички колектив, Октобарски салон УЛУС-а, Пролећна и Јесења изложба УЛУС-а, Изложбе графике малог формата Лођ (Пољска), Бијенале графике Гамлебиен, Фредрикстад (Норвешка), Бијенале минијатуре, Горњи Милановац, Бијенале графике, Мастрихт (Холандија), Бијенале графике у Бјели (Италија), тријенале графике „Минијатуре 8“ (Норвешка), Бијенале графике у Канагави (Јапан), Бијенале графике Кремона (Италија), Међународна изложба графике, Есте (Италија), Интрнационална изложба графике у Оуренсу (Шпанија). Поред групних излагања до сада је отворила 24 самосталне изложбе у земљи и иностранству, почевши од 1991. године. Излагала је у Шведској, Немачкој, Италији, САД, Чешкој и Француској. Учествовала је на међународним радионицама и пројектима: демонстрација и изложба у оквиру „Отвореног графичког атељеа”, учешће у раду међународног пројекта „Принтлајн” са графичарима из Њујоршке радионице „Lower east side print workshop” 1999, учешће у интернационалном пројекту „Le nuove porte di Belgrado”.
Поред рада у графици и сликарству бави се илустрацијом.

## Награде
- Награда „Мали печат”, Галерија графички колектив, Београд, 2000,
- Награда за графику, галерија градске куће, Милано, Италија 2003,
- Гран При за графику на међународном тријеналу у Шамалијеу, Француска 2003,
- Прва награда на међународном конкурсу „Le nuove porte di Belgrado 2006”,
- Специјална награда за екс либрис Анкара, Турска 2007,
- Велика награда за сликарство на изложби „Богатство различитости”, Ковин, 2011,
- Награда „46. Златно перо Београда” за илустрацију, Београд, 2011.